# Đèo Lũng Lô
Đèo Lũng Lô là đèo trên Quốc lộ 37 ở ranh giới huyện Phù Yên tỉnh Sơn La và huyện Văn Chấn tỉnh Yên Bái, Việt Nam .
Đèo còn có tên gọi khác là Đèo Đao. Đèo Lũng Lô được Bộ Văn hóa, Thể thao và Du lịch xếp hạng là di tích lịch sử quốc gia tại Quyết định số 1409/QĐ-BVHTTDL ngày 27/8/2012 

## Địa lý
Đèo Lũng Lô nằm trên Quốc lộ 37 (tức Đường 379 cũ, nối Quốc lộ 32 với Quốc lộ 32B) tại vùng đất giáp ranh giữa bản Bau xã Mường Cơi huyện Phù Yên tỉnh Sơn La và bản Dạ xã Thượng Bằng La huyện Văn Chấn tỉnh Yên Bái .
Đèo cách thị trấn Phù Yên huyện Phù Yên, tỉnh Sơn La 33 km về phía đông bắc. Đèo dài 15 km từ Km349 đến Km364, có độ dốc 10%.

## Lịch sử
Trong Chiến tranh Đông Dương, đèo Lũng Lô nằm trên một trong những con đường tiếp vận vũ khí đạn dược và lương thực cho Chiến dịch Điện Biên Phủ. Lực lượng của Pháp ném xuống đây gần 12.000 tấn bom..